# 毒戦 BELIEVER
『毒戦 BELIEVER』（どくせん ビリーバー、朝: 독전）は、2018年公開の韓国映画。姿なき麻薬王を追いかけ、狂人の巣窟に潜入した麻薬取締官の激闘を描いたサスペンス・アクション。監督はイ・ヘヨン、脚本はイ・ヘヨン並びにチョン・ソギョン。主演はチョ・ジヌン。2013年公開のジョニー・トー監督による香港・中国合作映画『ドラッグ・ウォー 毒戦』のリメイク作品。
韓国では2018年5月22日に公開（PG15指定）。日本では2019年10月4日に公開（PG12指定）。俳優キム・ジュヒョクの遺作となった。

## ストーリー
麻薬の取締を担当する刑事チョ・ウォノ（チョ・ジヌン）は、アジア最大の麻薬組織のトップに君臨する姿なき麻薬王“イ先生”を長年追跡していた。ある日、麻薬製造工場で爆破事故が発生。事故現場には、ソ・ヨンナクという青年（リュ・ジュンヨル）が取り残されていた。ウォノは組織に捨てられたヨンナクと手を組み、麻薬中毒者の巣窟である「狂人区」で潜入捜査を行う。

## キャスト
チョ・ウォノ
演 - チョ・ジヌン
巨大麻薬組織のトップ”イ先生”を追い続ける、熱い信念を持った麻薬取締担当の刑事。
ソ・ヨンナク
演 - リュ・ジュンヨル
巨大麻薬組織の一員。逮捕後はウォノたちの捜査に協力する。母からは「ラク」と呼ばれていた。
チン・ハリム
演 - キム・ジュヒョク
中国の大物麻薬商人。
ブライアン・リー
演 - チャ・スンウォン（特別出演）
ウォノの捜査リスト上にいなかったミステリアスな人物。
オ・ヨノク
演 - キム・ソンリョン
ヨノクペイントの代表取締役。
パク・ソンチャン
演 - パク・ヘジュン
イ先生の傘下の麻薬組織員。
ポリョン
演 - チン・ソヨン
チン・ハリムの妻。
ドンヨン
演 - キム・ドンヨン
天才的な麻薬製造技術を持つ兄妹の兄。聾唖。
ジュヨン
演 - イ・ジュヨン
天才的な麻薬製造技術を持つ兄妹の妹。聾唖。
チェ・ジョンテ部長
演 - ナム・ムンチョル
イ・ジョンイル
演 - ソ・ヒョヌ
キム・ソヨン
演 - カン・スンヒョン
カン・ドクチョン
演 - チョン・ジュノン
ドンウ
演 - チョン・ガラム
チャ・スジョン
演 - クム・セロク
手話通訳士
演 - パク・ソニョン

## スタッフ
- 監督：イ・ヘヨン（朝鮮語版）
- 脚本：イ・ヘヨン、チョン・ソギョン
- 製作：イム・スンヨン、ユン・ソクチャン、ハン・スンヒ
- 助監督：キム・ヘソク
- 音楽：ダルパラン（朝鮮語版）
- 美術：イ・ハジュン
- 撮影：キム・テギョン
- 照明：ホン・スンチョル
- 編集：ヤン・ジンモ（朝鮮語版）
- 製作会社：ヨンフィルム
- 配給：ネクスト・エンターテインメント・ワールド

## 製作・公開
本作は、脚本家のチョン・ソギョン、主演のチョ・ジヌン、映画プロデューサーのイム・スンヨンおよび製作会社のヨンフィルムなど、2016年公開の韓国映画『お嬢さん』のスタッフ・キャストが参加し、製作された。
撮影は、2017年夏頃から同年11月頃にかけて計75回行われた。
韓国では2018年5月22日に公開され、PG15指定ながら同年上半期で国内唯一の観客動員数500万人を突破。同年7月18日には、劇場公開版より7分長い完全版が公開された。第71回カンヌ国際映画祭と併催されたフィルム・マーケットでは、日本を含む55の国・地域に販売された。
日本では2019年10月4日に公開（PG12指定）。

## 受賞歴

### 2018年度
- 第39回青龍映画賞 - 助演男優賞（キム・ジュヒョク）[11]
- 第39回青龍映画賞 - 音楽賞（ダルパラン）[11]
- 第55回大鐘賞 - 助演男優賞（キム・ジュヒョク）[6]
- 第55回大鐘賞 - 助演女優賞（チン・ソヨン）[12]
- 第55回大鐘賞 - 特別賞（キム・ジュヒョク）[6]
- 第55回百想芸術大賞 - 助演男優賞（キム・ジュヒョク）[13]
- 第10回今年の映画賞 - 助演女優賞（チン・ソヨン）[14]
- 第5回韓国映画制作家協会賞 - 助演女優賞（チン・ソヨン）[15]
- 第5回韓国映画制作家協会賞 - 音楽賞（ダルパラン）[15]
- 第5回韓国映画制作家協会賞 - 編集賞（ヤン・ジンモ）[15]
- 第7回大韓民国ベストスター賞 - ベスト助演賞（チン・ソヨン）[16]